# Cirolana carina
Cirolana carina là một loài chân đều trong họ Cirolanidae. Loài này được Jones miêu tả khoa học năm 1976.